# Драфт НХЛ 1990
Драфт НХЛ 1990 прошёл в Ванкувере, провинция Британская Колумбия, 16 июня 1990 года. Из 21 хоккеиста, выбранного в первом раунде, 14 провели в НХЛ более 500 матчей, а девять из них — более 1000. Еще шесть хоккеистов, выбранных позднее, провели в НХЛ более 1000 матчей. Первого представителя Советского Союза выбрали только в третьем раунде — им стал Вячеслав Козлов.

## Выбор игроков
Обозначения: В — вратарь; З — защитник; ЛН — левый нападающий; ПН — правый нападающий; ЦН — центральный нападающий; Н — нападающий (обычно крайний форвард)

### Раунд 1
| #  | Игрок                 | Гражданство  | Клуб НХЛ                                           |
| -- | --------------------- | ------------ | -------------------------------------------------- |
| 1  | Оуэн Нолан (ПН)       | Канада       | Квебек Нордикс                                     |
| 2  | Петр Недвед (ЦН)      | Чехословакия | Ванкувер Кэнакс                                    |
| 3  | Кит Примо (ЦН)        | Канада       | Детройт Ред Уингз                                  |
| 4  | Майк Риччи (ЦН)       | Канада       | Филадельфия Флайерз                                |
| 5  | Яромир Ягр (ЦН)       | Чехословакия | Питтсбург Пингвинз                                 |
| 6  | Скотт Сиссонс (ЦН)    | Канада       | Нью-Йорк Айлендерс                                 |
| 7  | Дэррил Сидор (З)      | Канада       | Лос-Анджелес Кингз                                 |
| 8  | Дериан Хэтчер (З)     | США          | Миннесота Норт Старз                               |
| 9  | Джон Слэйни (З)       | Канада       | Вашингтон Кэпиталз                                 |
| 10 | Дрейк Береховски (З)  | Канада       | Торонто Мейпл Лифс                                 |
| 11 | Тревор Кидд (В)       | Канада       | Калгари Флэймз (от «Нью-Джерси»)1                  |
| 12 | Тёрнер Стивенсон (ПН) | Канада       | Монреаль Канадиенс (от «Сент-Луиса»)2              |
| 13 | Майкл Стюарт (З)      | Канада       | Нью-Йорк Рейнджерс                                 |
| 14 | Брэд Мэй (ЛН)         | Канада       | Баффало Сейбрз (от «Виннипега»)3                   |
| 15 | Марк Грейг (ПН)       | Канада       | Хартфорд Уэйлерс                                   |
| 16 | Карл Дихус (З)        | Канада       | Чикаго Блэкхокс                                    |
| 17 | Скотт Эллисон (ЦН)    | Канада       | Эдмонтон Ойлерс                                    |
| 18 | Шон Антоски (ЛН)      | Канада       | Ванкувер Кэнакс (от «Монреаля» через «Сент-Луис»)4 |
| 19 | Кит Ткачук (ЦН)       | США          | Виннипег Джетс (от «Баффало»)5                     |
| 20 | Мартин Бродёр (В)     | Канада       | Нью-Джерси Девилз (от «Калгари»)6                  |
| 21 | Брайан Смолински (ЦН) | США          | Бостон Брюинс                                      |

- 1. «Калгари» получил выбор в первом раунде и выбор во втором раунде (32 общий) от «Нью-Джерси» в обмен на выбор в первом раунде (20 общий) и два выбора во втором раунде (24 и 29 общий) 16 июня 1990 года[1].
- 2. «Монреаль» получил выбор в первом раунде и выбор в третьем раунде драфта-1993 от «Сент-Луиса» в обмен на выбор в первом раунде (18 общий) и защитника Майка Лалора 16 января 1989 года[2].
- 3. «Баффало» получил выбор в первом раунде и нападающего Дэйла Хаверчука от «Виннипега» в обмен на выбор в первом раунде (19 общий), защитника Фила Хаусли и двух нападающих — Скотта Арниела и Джеффа Паркера 16 июня 1990 года[3].
- 4. «Сент-Луис» получил выбор в первом раунде и защитника Майка Лалора от «Монреаля» в обмен на выбор в первом раунде (12 общий) и выбор в третьем раунде драфта-1993 16 января 1989 года[2].
  - «Ванкувер» получил выбор в первом раунде, выбор во втором раунде драфта-92 и защитника Эдриена Плавсика от «Сент-Луиса» в обмен на выбор во втором раунде (33 общий), защитника Харольда Снепстса и нападающего Рича Саттера 6 марта 1990 года[4].
- 5. «Виннипег» получил выбор в первом раунде, защитника Фила Хаусли и двух нападающих — Скотта Арниела и Джеффа Паркера от «Баффало» в обмен на выбор в первом раунде (14 общий) и нападающего Дэйла Хаверчука 16 июня 1990 года[3].
- 6. «Нью-Джерси» получил выбор в первом раунде и два выбора во втором раунде (24 и 29 общий) от «Калгари» в обмен на выбор в первом раунде (11 общий) и выбор во втором раунде (32 общий) 16 июня 1990 года[1].

### Раунд 2
| #  | Игрок                | Гражданство  | Клуб НХЛ                                            |
| -- | -------------------- | ------------ | --------------------------------------------------- |
| 22 | Райан Хьюз (ЦН)      | Канада       | Квебек Нордикс                                      |
| 23 | Иржи Шлегр (З)       | Чехословакия | Ванкувер Кэнакс                                     |
| 24 | Дэвид Харлок (З)     | Канада       | Нью-Джерси Девилз (от «Детройта» через «Калгари»)1  |
| 25 | Крис Саймон (ЛН)     | Канада       | Филадельфия Флайерз                                 |
| 26 | Николя Перро (З)     | Канада       | Калгари Флэймз (от «Питтсбурга»)2                   |
| 27 | Крис Тейлор (ЦН)     | Канада       | Нью-Йорк Айлендерс                                  |
| 28 | Томас Семчук (ПН)    | Канада       | Лос-Анджелес Кингз                                  |
| 29 | Крис Готциаман (ПН)  | США          | Нью-Джерси Девилз (от «Миннесоты» через «Калгари»)3 |
| 30 | Род Пасма (З)        | Канада       | Вашингтон Кэпиталз                                  |
| 31 | Феликс Потвен (В)    | Канада       | Торонто Мейпл Лифс                                  |
| 32 | Веса Виитакоски (ЛН) | Финляндия    | Калгари Флэймз (от «Нью-Джерси»)4                   |
| 33 | Крэйг Джонсон (ЛН)   | США          | Сент-Луис Блюз (от «Сент-Луиса» через «Ванкувер»)5  |
| 34 | Даг Уэйт (ЦН)        | США          | Нью-Йорк Рейнджерс                                  |
| 35 | Майк Мюллер (З)      | США          | Виннипег Джетс                                      |
| 36 | Джефф Сэндерсон (ЛН) | Канада       | Хартфорд Уэйлерс                                    |
| 37 | Иван Дроппа (З)      | Чехословакия | Чикаго Блэкхокс                                     |
| 38 | Андре Лего (З)       | Канада       | Эдмонтон Ойлерз                                     |
| 39 | Райан Кувабара (ПН)  | Канада       | Монреаль Канадиенс                                  |
| 40 | Микаэль Ренберг (ПН) | Швеция       | Филадельфия Флайерз (от «Баффало»)6                 |
| 41 | Этьен Бельзиль (З)   | Канада       | Калгари Флэймз                                      |
| 42 | Терран Сэндвит (З)   | Канада       | Филадельфия Флайерз (от «Бостона»)7                 |

- 1. «Калгари» получил выбор во втором раунде от «Детройта» в обмен на защитника Брэда Маккриммона 15 июня 1990 года[5].
  - «Нью-Джерси» получил выбор во втором раунде, выбор в первом раунде (20 общий) и выбор во втором раунде (29 общий) от «Калгари» в обмен на выбор в первом раунде (11 общий) и выбор во втором раунде (32 общий) 16 июня 1990 года[1].
- 2. «Калгари» получил выбор во втором раунде от «Питтсбурга» в обмен на нападающего Джо Маллена 16 июня 1990 года[6].
- 3. «Калгари» получил выбор во втором раунде от «Миннесоты» в обмен на нападающего Питера Лаппина 5 сентября 1989 года[7].
  - «Нью-Джерси» получил выбор во втором раунде, выбор в первом раунде (20 общий) и выбор во втором раунде (24 общий) от «Калгари» в обмен на выбор в первом раунде (11 общий) и выбор во втором раунде (32 общий) 16 июня 1990 года[1].
- 4. «Калгари» получил выбор во втором раунде и выбор в первом раунде (11 общий) от «Нью-Джерси» в обмен на выбор в первом раунде (20 общий) и два выбора во втором раунде (24 и 29 общий) 16 июня 1990 года[1].
- 5. «Ванкувер» получил выбор во втором раунде и защитника Роберта Нордмарка от «Сент-Луиса» в обмен на защитника Дэйва Рихтера 6 сентября 1988 года[8].
  - «Сент-Луис» получил выбор во втором раунде, защитника Харольда Снепстса и нападающего Рича Саттера от «Ванкувера» в обмен на выбор в первом раунде (18 общий), выбор во втором раунде драфта-92 и защитника Эдриена Плавсика 6 марта 1990 года[4].
- 6. «Филадельфия» получила выбор во втором раунде и нападающего Кевина Магуайра от «Баффало» в обмен на выбор в четвёртом раунде драфта-91 и защитника Джея Уэллса 6 марта 1990 года[9].
- 7. «Филадельфия» получила выбор во втором раунде от «Бостона» в обмен на нападающего Брайана Проппа 3 марта 1990 года[10].

### Раунд 3
| #  | Игрок                | Гражданство | Клуб НХЛ                               |
| -- | -------------------- | ----------- | -------------------------------------- |
| 43 | Брэдли Завиша (ЛН)   | Канада      | Квебек Нордикс                         |
| 44 | Кимби Дэниелс (ЦН)   | Канада      | Филадельфия Флайерз (от «Ванкувера»)1  |
| 45 | Вячеслав Козлов (ЛН) | СССР        | Детройт Ред Уингз                      |
| 46 | Билл Армстронг (З)   | Канада      | Филадельфия Флайерз                    |
| 47 | Крис Терьен (З)      | Канада      | Филадельфия Флайерз (от «Питтсбурга»)2 |
| 48 | Дэн Плант (ПН)       | США         | Нью-Йорк Айлендерс                     |
| 49 | Роберт Берг (ЛН)     | Канада      | Лос-Анджелес Кингз                     |
| 50 | Лори Биллек (З)      | Канада      | Миннесота Норт Старз                   |
| 51 | Крис Лонго (ЛН)      | Канада      | Вашингтон Кэпиталз                     |
| 52 | Эл Киниски (ЛН)      | Канада      | Филадельфия Флайерз (от «Торонто»)3    |
| 53 | Майк Данэм (В)       | США         | Нью-Джерси Девилз                      |
| 54 | Патрис Тардиф (ЦН)   | Канада      | Сент-Луис Блюз                         |
| 55 | Джон Вэри (З)        | Канада      | Нью-Йорк Рейнджерс                     |
| 56 | Брэд Бомбардир (З)   | Канада      | Нью-Джерси Девилз (от «Виннипега»)4    |
| 57 | Майк Ленардуцци (В)  | Канада      | Хартфорд Уэйлерз                       |
| 58 | Шарль Пулен (ЦН)     | Канада      | Монреаль Канадиенс (от «Чикаго»)5      |
| 59 | Джо Кроули (ЛН)      | США         | Эдмонтон Ойлерз                        |
| 60 | Робер Гилле (ПН)     | Канада      | Монреаль Канадиенс                     |
| 61 | Джо Дзидзик (ЛН)     | США         | Питтбург Пингвинз (от «Баффало»)6      |
| 62 | Глен Мерс (З)        | США         | Калгари Флэймз                         |
| 63 | Кэмерон Стюарт (ЛН)  | Канада      | Бостон Брюинз                          |

- 1. «Филадельфия» получила выбор в третьем раунде и вратаря Уэнделла Янга от «Ванкувера» в обмен на вратаря Даррена Дженсена и защитника Дэррила Стэнли 31 августа 1987 года[11].
- 2. «Филадельфия» получила выбор в третьем раунде от «Питтсбурга» и денежную компенсацию в обмен на вратаря Уэнделла Янга и выбор в седьмом раунде (130 общий) 2 сентября 1988 года[12].
- 3. «Филадельфия» получила выбор в третьем раунде от «Торонто» в обмен на выбор в восьмом раунде драфта-91 и нападающего Кевина Магуайра 16 июня 1990 года[13].
- 4. «Нью-Джерси» получил выбор в третьем раунде и нападающего Стива Руни от «Виннипега» в обмен на выбор в седьмом раунде драфта-89 и вратаря Алена Шеврье 19 июля 1988 года[14].
- 5. «Монреаль» получил выбор в третьем раунде от «Чикаго» в обмен на нападающего Жослена Лемье 5 января 1990 года[15].
- 6. «Питтсбург» получил выбор в третьем раунде и вратаря Тома Баррассо от «Баффало» в обмен на защитника Дуга Боджера и нападающего Дэррина Шеннона 13 ноября 1988 года[16].

### Раунд 4
| #  | Игрок                 | Гражданство  | Клуб НХЛ                                                     |
| -- | --------------------- | ------------ | ------------------------------------------------------------ |
| 64 | Майк Боднарчук (ПН)   | Канада       | Нью-Джерси Девилз (от «Квебека»)1                            |
| 65 | Дэрин Бэйдер (ЛН)     | Канада       | Ванкувер Кэнакс                                              |
| 66 | Стюарт Малгунас (З)   | Канада       | Детройт Ред Уингз                                            |
| 67 | Жоэль Блэн (ЛН)       | Канада       | Эдмонтон Ойлерз (от «Филадельфии»)2                          |
| 68 | Крис Тамер (З)        | США          | Питтсбург Пингвинз                                           |
| 69 | Джефф Нилсен (ПН)     | США          | Нью-Йорк Рейнджерс (от «Айлендерс» через «Лос-Анджелес»)3    |
| 70 | Кэл Макгоуэн (ЦН)     | США          | Миннесота Норт Старз (от «Лос-Анджелеса» через «Рейнджерс»)4 |
| 71 | Фрэнк Ковач (ЛН)      | Канада       | Миннесота Норт Старз                                         |
| 72 | Рэнди Пирс (ЛН)       | Канада       | Вашингтон Кэпиталз                                           |
| 73 | Дарби Хендриксон (ЦН) | США          | Торонто Мейпл Лифс                                           |
| 74 | Роман Мелузин (ПН)    | Чехословакия | Виннипег Джетс (от «Нью-Джерси»)5                            |
| 75 | Скотт Левинс (ПН)     | США          | Виннипег Джетс (от «Сент-Луиса»)6                            |
| 76 | Рик Уиллис (ЛН)       | США          | Нью-Йорк Рейнджерс                                           |
| 77 | Алексей Жамнов (ЦН)   | СССР         | Виннипег Джетс                                               |
| 78 | Крис Брайт (ЦН)       | Канада       | Хартфорд Уэйлерс                                             |
| 79 | Крис Такер (ЦН)       | США          | Чикаго Блэкхокс                                              |
| 80 | Грег Уолтерс (ЦН)     | Канада       | Торонто Мейпл Лифс (от «Эдмонтона»)7                         |
| 81 | Жильбер Дионн (ЛН)    | Канада       | Монреаль Канадиенс                                           |
| 82 | Брайан Маккарти (ЦН)  | США          | Баффало Сейбрз                                               |
| 83 | Пол Круз (ЛН)         | Канада       | Калгари Флэймз                                               |
| 84 | Джером Бакли (ПН)     | Канада       | Бостон Брюинз                                                |

- 1. «Нью-Джерси» получил выбор в четвёртом раунде и нападающего Уолта Поддубни от «Квебека» в обмен на выбор в восьмом раунде (158 общий), защитника Джо Сиреллу и нападающего Клода Луазеля 17 июня 1989 года[17].
- 2. «Эдмонтон» получил выбор в четвёртом раунде от «Филадельфии» в обмен на нападающего Норма Лякомба 5 января 1990 года[18].
- 3. «Лос-Анджелес» получил выбор в четвёртом раунде от «Айлендерс» в качестве компенсации за подписание вратаря Гленна Хили 16 августа 1989 года.
  - «Рейнджерс» получили выбор в четвёртом раунде и денежную компенсацию от «Лос-Анджелеса» за подписание защитника Барри Бека 1 сентября 1989 года[19][20].
- 4. «Рейнджерс» получил выбор в четвёртом раунде от «Лос-Анджелеса» в обмен на защитника Дина Кеннеди 3 февраля 1989 года[21].
  - «Миннесота» получила выбор в четвёртом раунде, нападающего Ульфа Далена и выбор в четвёртом раунде драфта-91 от «Рейнджерс» в обмен на нападающего Майка Гартнера 6 марта 1990 года[22].
- 6. «Виннипег» получил выбор в четвёртом раунде, выбор в 12 раунде драфта-89 и защитника Кента Карлсона от «Сент-Луиса» в обмен на нападающего Питера Доуриса 29 сентября 1988 года[23].
- 7. «Торонто» получил выбор в четвёртом раунде от «Эдмонтона» в обмен на нападающего Владимира Ружичку 21 декабря 1989 года[24].

### Раунд 5
| #   | Игрок               | Гражданство  | Клуб НХЛ                                             |
| --- | ------------------- | ------------ | ---------------------------------------------------- |
| 85  | Сергей Зубов (З)    | СССР         | Нью-Йорк Рейнджерс (от «Квебека»)1                   |
| 86  | Джино Оджик (ЛН)    | Канада       | Ванкувер Кэнакс                                      |
| 87  | Тони Бёрнс (З)      | США          | Детройт Ред Уингз (от «Детройта» через «Рейнджерс»)2 |
| 88  | Дэн Кордик (ЛН)     | Канада       | Филадельфия Флайерз                                  |
| 89  | Брайан Фаррелл (ЦН) | США          | Питтсбург Пингвинз                                   |
| 90  | Крис Маринуччи (ЦН) | США          | Нью-Йорк Айлендерс                                   |
| 91  | Дэвид Говерд (В)    | Канада       | Лос-Анджелес Кингз                                   |
| 92  | Энрико Чикконе (З)  | Канада       | Миннесота Норт Старз                                 |
| 93  | Брайан Сакик (ЛН)   | Канада       | Вашингтон Кэпиталз                                   |
| 94  | Марк Уиме (ЦН)      | Канада       | Вашингтон Кэпиталз (от «Торонто»)3                   |
| 95  | Дин Малкок (З)      | Канада       | Нью-Джерси Девилз                                    |
| 96  | Джейсон Рафф (ЛН)   | Канада       | Сент-Луис Блюз                                       |
| 97  | Рихард Шмеглик (З)  | Чехословакия | Баффало Сейбрз (от «Рейнджерс»)4                     |
| 98  | Крэйг Мартин (ПН)   | Канада       | Виннипег Джетс                                       |
| 99  | Любош Роб (ЦН)      | Чехословакия | Нью-Йорк Рейнджерс (от «Хартфорда»)5                 |
| 100 | Тодд Бойкун (В)     | Канада       | Баффало Сейбрз (от «Чикаго»)6                        |
| 101 | Грег Лоудер (В)     | США          | Эдмонтон Ойлерз                                      |
| 102 | Пол Дипьетро (ЦН)   | Канада       | Монреаль Канадиенс                                   |
| 103 | Брэд Пэсколл (З)    | Канада       | Баффало Сейбрз                                       |
| 104 | Петр Кухыня (З)     | Чехословакия | Нью-Джерси Девилз (от «Калгари»)7                    |
| 105 | Майк Бэйлс (В)      | Канада       | Бостон Брюинз                                        |

- 1. «Рейнджерс» получили выбор в пятом раунде от «Квебека» в качестве компенсации за подписание свободного агента нападающего Ги Лафлёра 14 июля 1989 года[25].
- 2. «Рейнджерс» получили выбор в пятом раунде от «Детройта» в обмен на защитника Джима Пэвиса 8 марта 1988 года[26][27].
  - «Детройт» получил выбор в пятом раунде и нападающего Криса Макрэя от «Рейнджерс» в обмен на нападающего Криса Кинга 7 сентября 1989 года[27].
- 3. «Вашингтон» получил выбор в пятом раунде от «Торонто» в обмен на нападающего Лу Франческетти 29 июня 1989 года[28].
- 4. «Баффало» получил выбор в пятом раунде от «Рейнджерс» в обмен на защитника Линди Раффа 7 марта 1989 года[29].
- 5. «Рейнджерс» получили выбор в пятом раунде и нападающего Кэри Уилсона от «Хартфорда» в обмен на нападающего Брайана Лоутона, Дона Мэлоуни и защитника Норма Макайвера 26 декабря 1988 года[30].
- 6. «Баффало» получил выбор в пятом раунде и нападающего Стива Ладзика от «Чикаго» в обмен на выбор в шестом раунде (124 общий) и вратаря Жака Клутье 28 сентября 1989 года[31].
- 7. «Нью-Джерси» получил выбор в пятом раунде от «Калгари» в обмен на защитника Джима Корна 6 марта 1990 года[32].

### Раунд 6
| #   | Игрок                 | Гражданство  | Клуб НХЛ                             |
| --- | --------------------- | ------------ | ------------------------------------ |
| 106 | Джефф Пэрротт (З)     | Канада       | Квебек Нордикс                       |
| 107 | Йэн Моран (З)         | США          | Питтсбург Пингвинз (от «Ванкувера»)1 |
| 108 | Клод Барт (З)         | Канада       | Детройт Ред Уингз                    |
| 109 | Вячеслав Буцаев (ЦН)  | СССР         | Филадельфия Флайерз                  |
| 110 | Денис Кейси (В)       | Канада       | Питтсбург Пингвинз                   |
| 111 | Йони Лехто (З)        | Финляндия    | Нью-Йорк Айлендерс                   |
| 112 | Эрик Андерссон (ПН)   | Швеция       | Лос-Анджелес Кингз                   |
| 113 | Роман Турек (В)       | Чехословакия | Миннесота Норт Старз                 |
| 114 | Андрей Ковалёв (ПН)   | СССР         | Вашингтон Кэпиталз                   |
| 115 | Александр Годынюк (З) | СССР         | Торонто Мейпл Лифс                   |
| 116 | Любомир Колник (ПН)   | Чехословакия | Нью-Джерси Девилз                    |
| 117 | Кёртис Миллер (ЛН)    | США          | Сент-Луис Блюз                       |
| 118 | Джейсон Уайнрич (З)   | США          | Нью-Йорк Рейнджерс                   |
| 119 | Даниель Ярдемюр (З)   | Швеция       | Виннипег Джетс                       |
| 120 | Кори Кинан (З)        | США          | Хартфорд Уэйлерз                     |
| 121 | Брэтт Стикни (ЦН)     | США          | Чикаго Блэкхокс                      |
| 122 | Кейо Сяйлюноя (ПН)    | Финляндия    | Эдмонтон Ойлерз                      |
| 123 | Крэйг Конрой (ЦН)     | США          | Монреаль Канадиенс                   |
| 124 | Дерек Эджерли (ЦН)    | США          | Чикаго Блэкхокс (от «Баффало»)2      |
| 125 | Крис Тшупп (ЦН)       | США          | Калгари Флэймз                       |
| 126 | Марк Вулф (ПН)        | Канада       | Бостон Брюинз                        |

- 1. «Питтсбург» получил выбор в шестом раунде от «Ванкувера» в обмен на защитника Рода Бускаса 24 октября 1989 года[33].
- 2. «Чикаго» получил выбор в шестом раунде и вратаря Жака Клутье от «Баффало» в обмен на выбор в пятом раунде (100 общий) и нападающего Стива Ладзика 28 сентября 1989 года[31].

### Раунд 7
| #   | Игрок                | Гражданство  | Клуб НХЛ                               |
| --- | -------------------- | ------------ | -------------------------------------- |
| 127 | Дуэйн Норрис (ПН)    | Канада       | Квебек Нордикс                         |
| 128 | Дэрил Филипек (З)    | Канада       | Ванкувер Кэнакс                        |
| 129 | Джейсон Йорк (З)     | Канада       | Детройт Ред Уингз                      |
| 130 | Мика Вялиля (ЦН)     | Финляндия    | Питтсбург Пингвинз (от «Филадельфии»)1 |
| 131 | Кен Плакен (З)       | Канада       | Питтсбург Пингвинз                     |
| 132 | Майкл Гилберт (З)    | США          | Нью-Йорк Айлендерс                     |
| 133 | Роберт Ланг (ЦН)     | Чехословакия | Лос-Анджелес Кингс                     |
| 134 | Джефф Леви (В)       | США          | Миннесота Норт Старз                   |
| 135 | Роман Контшек (ПН)   | Чехословакия | Вашингтон Кэпиталз                     |
| 136 | Эрик Лакруа (ЛН)     | Канада       | Торонто Мейпл Лифс                     |
| 137 | Крис Макальпин (З)   | США          | Нью-Джерси Девилз                      |
| 138 | Уэйн Конлан (ЦН)     | США          | Сент-Луис Блюз                         |
| 139 | Брайан Лонсингер (З) | США          | Нью-Йорк Рейнджерс                     |
| 140 | Джон Лилли (ПН)      | США          | Виннипег Джетс                         |
| 141 | Ергуш Бача (З)       | Чехословакия | Хартфорд Уэйлерз                       |
| 142 | Виктор Гордиюк (ПН)  | СССР         | Баффало Сейбрз (от «Чикаго»)2          |
| 143 | Майкл Пауэр (В)      | Канада       | Эдмонтон Ойлерз                        |
| 144 | Стивен Рор (ЦН)      | США          | Монреаль Канадиенс                     |
| 145 | Пэт Нитон (З)        | США          | Питтсбург Пингвинз (от «Баффало»)3     |
| 146 | Дмитрий Фролов (З)   | СССР         | Калгари Флэймз                         |
| 147 | Джеймс Мэки (З)      | США          | Бостон Брюинз                          |

- 1. «Питтсбург» получил выбор в седьмом раунде и вратаря Уэнделла Янга от «Филадельфия» в обмен на выбор в третьем раунде (47 общий) 2 сентября 1988 года[12].
- 2. «Баффало» получил выбор в седьмом раунде от «Чикаго» в обмен на нападающего Уэйна ван Дорпа 16 февраля 1989 года[34].
- 3. «Питтсбург» получил выбор в седьмом раунде от «Баффало» в обмен на нападающего Уэйна ван Дорпа 30 сентября 1988 года[34].

### Раунд 8
| #   | Игрок                   | Гражданство  | Клуб НХЛ                              |
| --- | ----------------------- | ------------ | ------------------------------------- |
| 148 | Андрей Коваленко (ПН)   | СССР         | Квебек Нордикс                        |
| 149 | Пол О’Хаган (З)         | Канада       | Ванкувер Кэнакс                       |
| 150 | Уэс Макколи (З)         | Канада       | Детройт Ред Уингз                     |
| 151 | Патрик Энглунд (ЛН)     | Швеция       | Филадельфия Флайерз                   |
| 152 | Петтери Коскимяки (ЦН)  | Финляндия    | Питтсбург Пингвинз                    |
| 153 | Сильвен Флёри (ЛН)      | Канада       | Нью-Йорк Айлендерс                    |
| 154 | Дин Халетт (ПН)         | США          | Лос-Анджелес Кингз                    |
| 155 | Дуглас Барро (ПН)       | Канада       | Миннесота Норт Старз                  |
| 156 | Петер Бондра (ПН)       | СССР         | Вашингтон Кэпиталз                    |
| 157 | Дэн Стивер (ПН)         | Канада       | Торонто Мейпл Лифс                    |
| 158 | Александр Карповцев (З) | СССР         | Квебек Нордикс (от «Нью-Джерси»)1     |
| 159 | Стив Мартелл (ПН)       | Канада       | Вашингтон Кэпиталз (от «Сент-Луиса»)2 |
| 160 | Тодд Хедлунд (ПН)       | США          | Нью-Йорк Рейнджерс                    |
| 161 | Хенрик Андерссон (З)    | Швеция       | Виннипег Джетс                        |
| 162 | Мартен Дорсоннен (З)    | Канада       | Хартфорд Уэйлерс                      |
| 163 | Юго Беланже (ЛН)        | Канада       | Чикаго Блэкхокс                       |
| 164 | Роман Мейзлик (ЛН)      | Чехословакия | Эдмонтон Ойлерз                       |
| 165 | Брент Флитвуд (ЛН)      | Канада       | Монреаль Канадиенс                    |
| 166 | Милан Недома (З)        | Чехословакия | Баффало Сейбрз                        |
| 167 | Шон Мюррей (В)          | США          | Калгари Флэймз                        |
| 168 | Джон Груден (З)         | США          | Бостон Брюинз                         |

- 1. «Квебек» получил выбор в восьмом раунде, защитника Джо Сиреллу и нападающего Клода Луазеля от «Нью-Джерси» в обмен на выбор в четвёртом раунде (64 общий) и нападающего Уолта Поддубни 17 июня 1989 года[17].
- 2. «Вашингтон» получил выбор в восьмом раунде от «Сент-Луиса» в обмен на защитника Роба Уистла 1 июня 1990 года[35].

### Раунд 9
| #   | Игрок                 | Гражданство  | Клуб НХЛ             |
| --- | --------------------- | ------------ | -------------------- |
| 169 | Пэт Маццоли (В)       | Канада       | Квебек Нордикс       |
| 170 | Марк Чиприано (ПН)    | Канада       | Ванкувер Кэнакс      |
| 171 | Тони Груба (ПН)       | США          | Детройт Ред Уингз    |
| 172 | Тони Поркка (З)       | Финляндия    | Филадельфия Флайерз  |
| 173 | Ладислав Карабин (ЛН) | Чехословакия | Питтсбург Пингвинз   |
| 174 | Джон Джойс (ЦН)       | США          | Нью-Йорк Айлендерс   |
| 175 | Дени Леблан (ЦН)      | Канада       | Лос-Анджелес Кингз   |
| 176 | Джозеф Бионди (ЦН)    | США          | Миннесота Норт Старз |
| 177 | Кен Кли (З)           | США          | Вашингтон Кэпиталз   |
| 178 | Роберт Горыня (В)     | Чехословакия | Торонто Мейпл Лифс   |
| 179 | Ярослав Модры (З)     | Чехословакия | Нью-Джерси Девилз    |
| 180 | Пэррис Даффус (В)     | США          | Сент-Луис Блюз       |
| 181 | Эндрю Силверман (З)   | США          | Нью-Йорк Рейнджерс   |
| 182 | Паули Райтанен (ЛН)   | Финляндия    | Виннипег Джетс       |
| 183 | Кори Осмак (ЦН)       | Канада       | Хартфорд Уэйлерс     |
| 184 | Оуэн Лессар (ЛН)      | Канада       | Чикаго Блэкхокс      |
| 185 | Рихард Жемличка (ПН)  | Чехословакия | Эдмонтон Ойлерз      |
| 186 | Дерек Магуайр (З)     | США          | Монреаль Канадиенс   |
| 187 | Джейсон Уинч (ПН)     | Канада       | Баффало Сейбрз       |
| 188 | Майкл Мюррей (ПН)     | США          | Калгари Флэймз       |
| 189 | Даррен Уэтерилл (З)   | Канада       | Бостон Брюинз        |

### Раунд 10
| #   | Игрок                 | Гражданство  | Клуб НХЛ             |
| --- | --------------------- | ------------ | -------------------- |
| 190 | Скотт Дэвис (З)       | Канада       | Квебек Нордикс       |
| 191 | Трой Ноймайер (З)     | Канада       | Ванкувер Кэнакс      |
| 192 | Трэвис Такер (З)      | США          | Детройт Ред Уингз    |
| 193 | Грег Хансон (З)       | США          | Филадельфия Флайерз  |
| 194 | Тимоти Фингерхат (ЛН) | США          | Питтсбург Пингвинз   |
| 195 | Ричард Энга (ЦН)      | США          | Нью-Йорк Айлендерс   |
| 196 | Патрик Росс (ПН)      | Швеция       | Лос-Анджелес Кингз   |
| 197 | Трой Бинни (ЦН)       | Канада       | Миннесота Норт Старз |
| 198 | Майкл Бобак (ЦН)      | США          | Вашингтон Кэпиталз   |
| 199 | Роб Чебатор (ЛН)      | США          | Торонто Мейпл Лифс   |
| 200 | Кори Шваб (В)         | Канада       | Нью-Джерси Девилз    |
| 201 | Стив Уидмайер (ПН)    | Канада       | Сент-Луис Блюз       |
| 202 | Джон Хиллебрандт (В)  | США          | Нью-Йорк Рейнджерс   |
| 203 | Мика Алатало (ЛН)     | Финляндия    | Виннипег Джетс       |
| 204 | Эспен Кнутсен (ЦН)    | Норвегия     | Хартфорд Уэйлерс     |
| 205 | Эрик Питерсон (ЦН)    | США          | Чикаго Блэкхокс      |
| 206 | Петр Коржинек (ЦН)    | Чехословакия | Эдмонтон Ойлерз      |
| 207 | Марк Кеттелхат (З)    | США          | Монреаль Канадиенс   |
| 208 | Сильвен Нод (ПН)      | Канада       | Баффало Сейбрз       |
| 209 | Роберт Саммер (З)     | Канада       | Калгари Флэймз       |
| 210 | Дин Капуано (З)       | США          | Бостон Брюинз        |

### Раунд 11
| #   | Игрок                  | Гражданство | Клуб НХЛ             |
| --- | ---------------------- | ----------- | -------------------- |
| 211 | Мика Стрёмберг (З)     | Финляндия   | Квебек Нордикс       |
| 212 | Тайлер Эртел (ЦН)      | Канада      | Ванкувер Кэнакс      |
| 213 | Брэтт Ларсон (З)       | США         | Детройт Ред Уингз    |
| 214 | Томми Сёдерстрём (В)   | Швеция      | Филадельфия Флайерз  |
| 215 | Майкл Томпсон (ПН)     | Канада      | Питтсбург Пингвинз   |
| 216 | Мартен Лакруа (ЛН)     | Канада      | Нью-Йорк Айлендерс   |
| 217 | Кевин Уайт (ЦН)        | Канада      | Лос-Анджелес Кингз   |
| 218 | Уле Дальстрём (ЦН)     | Норвегия    | Миннесота Норт Старз |
| 219 | Алан Браун (З)         | Канада      | Вашингтон Кэпиталз   |
| 220 | Скотт Мэлоун (З)       | США         | Торонто Мейпл Лифс   |
| 221 | Валерий Зелепукин (ЛН) | СССР        | Нью-Джерси Девилз    |
| 222 | Джо Хоули (ЦН)         | Канада      | Сент-Луис Блюз       |
| 223 | Брэтт Ливерс (ЦН)      | США         | Нью-Йорк Рейнджерс   |
| 224 | Сергей Селянин (З)     | СССР        | Виннипег Джетс       |
| 225 | Томми Эриксен (З)      | Норвегия    | Хартфорд Уэйлерс     |
| 226 | Стив Дубински (ПН)     | Канада      | Чикаго Блэкхокс      |
| 227 |                        |             | Эдмонтон Ойлерз      |
| 228 | Джон Униак (З)         | Канада      | Монреаль Канадиенс   |
| 229 | Кеннет Мартин (ЛН)     | США         | Баффало Сейбрз       |
| 230 |                        |             | Калгари Флэймз       |
| 231 | Эндрю Безо (ЛН)        | Канада      | Бостон Брюинз        |

### Раунд 12
| #   | Игрок                  | Гражданство  | Клуб НХЛ             |
| --- | ---------------------- | ------------ | -------------------- |
| 232 | Уэйд Клиппенстайн (ЛН) | Канада       | Квебек Нордикс       |
| 233 | Карри Киви (З)         | Финляндия    | Ванкувер Кэнакс      |
| 234 | Джон Хендри (ЛН)       | Канада       | Детройт Ред Уингз    |
| 235 | Уильям Лунд (ЦН)       | США          | Филадельфия Флайерз  |
| 236 | Брайан Брюиникс (З)    | США          | Питтсбург Пингвинз   |
| 237 | Эндрю Шир (ЦН)         | США          | Нью-Йорк Айлендерс   |
| 238 | Трой Монс (З)          | Канада       | Лос-Анджелес Кингз   |
| 239 | Джон Маккерзи (В)      | США          | Миннесота Норт Старз |
| 240 | Тодд Хлушко (ЛН)       | Канада       | Вашингтон Кэпиталз   |
| 241 | Ник Вашон (ЦН)         | Канада       | Торонто Мейпл Лифс   |
| 242 | Тодд Рирден (З)        | США          | Нью-Джерси Девилз    |
| 243 | Джо Флеминг (З)        | США          | Сент-Луис Блюз       |
| 244 | Сергей Немчинов (ЛН)   | СССР         | Нью-Йорк Рейнджерс   |
| 245 | Кит Моррис (ЦН)        | Канада       | Виннипег Джетс       |
| 246 | Дени Шалифу (ЦН)       | Канада       | Хартфорд Уэйлерз     |
| 247 | Дино Гросси (ПН)       | Канада       | Чикаго Блэкхокс      |
| 248 | Сами Нуутинен (З)      | Финляндия    | Эдмонтон Ойлерз      |
| 249 | Сергей Мартынюк (ПН)   | СССР         | Монреаль Канадиенс   |
| 250 | Брэд Рубачук (ЦН)      | Канада       | Баффало Сейбрз       |
| 251 | Лео Гудас (З)          | Чехословакия | Калгари Флэймз       |
| 252 | Тед Мисколчи (ПН)      | Канада       | Бостон Брюинз        |

## Итоги драфта
Всего на драфте было выбрано 250 хоккеистов из 7 стран. Подавляющее большинство хоккеистов были из Канады и США. Среди европейских стран наибольшее представительство у Чехословакии. После распада Чехословакии 16 хоккеистов стали гражданами Чехии и 6 — Словакии (у нападающего Петера Бондры на момент драфта было только гражданство СССР, поэтому в таблице он отмечен как советский хоккеист. Гражданство Словакии он получил позднее).
Никто из одиннадцати хоккеистов, выбранных «Эдмонтон Ойлерз», в НХЛ не провёл ни одного матча.
Данные приведены согласно nhl.com
| # | Страна       | Игроков | Процент |
| - | ------------ | ------- | ------- |
| 1 | Канада       | 119     | 47,6 %  |
| 2 | США          | 74      | 29,6 %  |
| 3 | Чехословакия | 21      | 8,4 %   |
| 4 | СССР         | 15      | 6 %     |
| 5 | Финляндия    | 11      | 4,4 %   |
| 6 | Швеция       | 7       | 2,8 %   |
| 7 | Норвегия     | 3       | 1,2 %   |
|   | Всего        | 250     | 100 %   |